# SC-445
SC-445 é uma rodovia brasileira do estado de Santa Catarina.
Esta rodovia é a via de acesso da BR-101 a Urussanga, passando por Morro da Fumaça.
Em 2019, foi federalizada no trecho em Siderópolis.